# 阿普什涅齊河

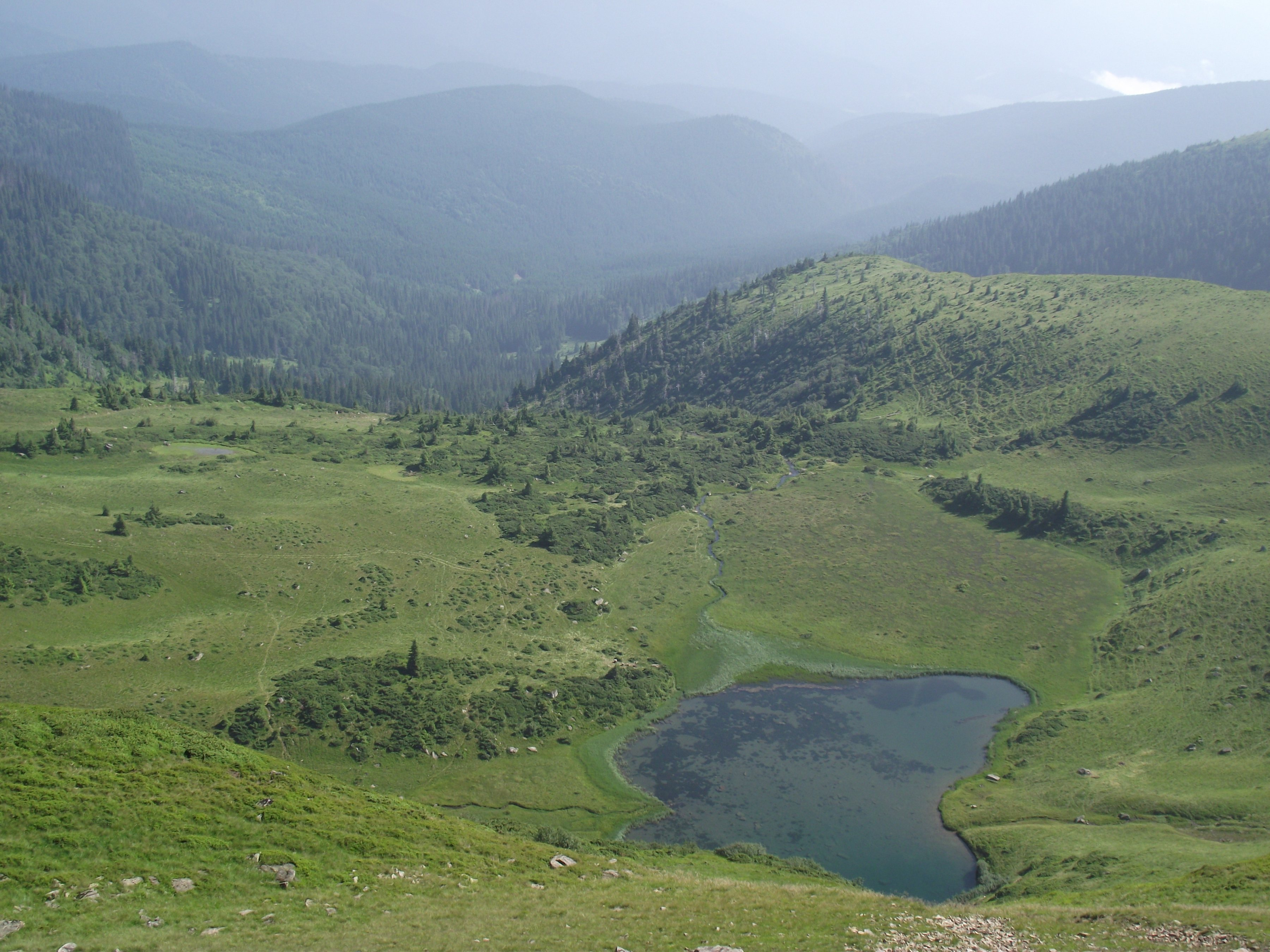

阿普什涅齊河（烏克蘭語：Апшинець），是烏克蘭的河流，位於該國西部外喀爾巴阡州，屬於黑季薩河的右支流，發源自阿普什涅齊湖，流經拉希夫區，河道全長7公里。